# Калужа
Калужа (словац. Kaluža) — село, громада в окрузі Михайлівці, Кошицький край, Словаччина. Село розташоване на висоті 120 м над рівнем моря. Населення — 380 чол. Уперше згадується в 1336 році.

## Населення
| Рік:            | 1994. | 2004.   | 2014.   | 2024.    |
| --------------- | ----- | ------- | ------- | -------- |
| Кількість осіб: | 343   | 375     | 394     | 481      |
| Різниця:        |       | +9,32 % | +5,06 % | +22,08 % |

| Рік:            | 2023. | 2024.   |
| --------------- | ----- | ------- |
| Кількість осіб: | 472   | 481     |
| Різниця:        |       | +1,90 % |

## Пам'ятки
У селі є греко-католицька церква святого Томи з 20 століття в стилі сецесії.